# Cupaniopsis mouana
Cupaniopsis mouana är en kinesträdsväxtart som beskrevs av A. Guillaumin. Cupaniopsis mouana ingår i släktet Cupaniopsis och familjen kinesträdsväxter. Inga underarter finns listade i Catalogue of Life.